# Phormium
Genre
Classification APG III (2009)
Espèces de rang inférieur
- Phormium cookianum
- Phormium tenax

Phormium est un genre de plantes à fleur de la famille des Asphodelaceae selon la classification APG IV (anciennement à la famille des Xanthorrheaceae selon la classification APG III, et Hemerocallidaceae selon la classification APG II).
Le lin de Nouvelle-Zélande est le nom commun donné aux deux espèces de plantes vivaces du genre.
Phormium tenax et Phormium cookianum sont connus sous les noms māori respectivement de Harakeke et Wharariki. Ils n'ont aucun lien de parenté avec le lin (Linum usitatissimum), mais le nom vernaculaire de « lin » leur a été donné par les anglophones et les francophones en raison de la possibilité d'utilisation de leurs fibres par l'industrie textile.
Le Phormium a joué un rôle important dans la culture, l'histoire et l'économie de la Nouvelle-Zélande. Phormium tenax pousse naturellement en Nouvelle-Zélande et sur l'île Norfolk, tandis que Phormium cookianum est endémique à la Nouvelle-Zélande. Les deux espèces ont été largement distribuées aux régions tempérées du monde moderne comme source de fibres textiles et plantes ornementales.
Le naturaliste Jacques Labillardière a recueilli les premières plantes lorsque des navires français ont visité le nord de l'île du Nord en 1793. Il a noté les nombreuses utilisations que les Māoris faisaient de la plante et, en 1803, lui a donné le nom scientifique Phormium, qui signifie panier ou en osier, et tenax au sens de ténacité ou exploitation rapide.
Phormium tenax pousse essentiellement dans les zones de marécage et les zones de faible altitude, mais on peut le faire pousser un peu partout et il est maintenant répandu comme plante décorative à feuilles persistantes tant en Nouvelle-Zélande que dans le monde entier.

## Description
Les feuilles fermes, lancéolées peuvent mesurer jusqu'à trois mètres de long et 125 mm de large. Elles sont généralement vert sombre, mais ont parfois les bords la nervure centrale de couleur différente. Les variétés cultivées vont du vert pâle au rose profond en passant par le bronze. Il existe de nombreux cultivars variés avec des feuilles portant des bandes contrastées avec des tons vert, rouge, bronze, rose et jaune.
La hampe florale peut atteindre cinq mètres de haut, surplombant le feuillage. En novembre (en Nouvelle-Zélande), elles produisent des bouquets de fleurs courbées aux couleurs rouge vif à maturité. Ces fleurs produisent de très grandes quantités de nectar qui attirent les oiseaux méliphages comme les tuis et les insectes. Chaque fruit qui se développe après la pollinisation contient des centaines de graines qui sont ensuite dispersées par le vent.

## Utilisation Maorie
Lorsque les Māoris débarquèrent en Nouvelle-Zélande, ils avaient apporté avec eux le mûrier à papier, plante dont ils récupéraient l'écorce pour faire des tissus qui leur servaient pour leur habillement. Le mûrier à papier ne s'est pas adapté au pays et les Maoris ont dû trouver dans la flore locale une plante de substitution. Comme le capitaine Cook l'a écrit : « Avec les feuilles de ces plantes, et très peu de préparation, ils (les Māoris) font tous leurs vêtements, mais aussi des cordes, des lignes… ». Ils savaient également faire des paniers, des nattes, des filets de pêche avec les feuilles. Les Māoris savaient pratiquer une vannerie avancée en tressant les fibres de Phormium.
Le tressage et le tissage (raranga) des fibres de Phormium sont seulement deux d'une grande variété d'utilisations faites des Phormiums par les Māoris qui en connaissaient près d'une soixantaine et qui ont propagé pépinières et plantations de Phormium dans l'ensemble du pays.
Les feuilles étaient coupées près de la base de la plante à l'aide d'une forte coquille de moule ou d'une pierre de forme spéciale, le plus souvent un jade (Pounamu en maori). Les parties non fibreuses des feuilles étaient enlevées à l'aide d'une coque de moule, jusqu'à ne plus garder que les fibres, qui subissaient ensuite plusieurs traitements: lavage, blanchiment, fixation, adoucissement, teinture et séchage.
Les fibres étaient alors utilisées pour confectionner des pièges à anguilles (hinaki), des filets de pêche étonnamment grands (kupenga), des lignes, des pièges à oiseaux, des cordages, des paniers (Kete), des sacs, des tapis, des vêtements, des sandales (parara), des seaux, paniers (rourou), des ustensiles de cuisine, etc.
Des fibres de Phormium (appelées muka) étaient conscienceusement lavées, blanchies et travaillées à la main jusqu'à ce qu'elles deviennent très douces et soient à la base du beau manteau de plumes, le kahu huruhuru, un vêtement traditionnel très prisé des Māori. Il est orné de plumes colorées d'oiseaux locaux : Huia, kiwi, tui, kererū et kaka.
Les cordes et cordages faits à la main ont une si grande résistance à la traction qu'ils étaient utilisés avec succès pour assembler les rondins creux servant à faire de grands canots capables d'aller sur la mer (waka). Ils étaient également utilisés pour faire les gréements, les voiles, les chaînes d'ancrage des bateaux et les toits des maisons.
Les extrémités séchées des feuilles étaient façonnées en torches pour fournir des lampes la nuit. Les tiges de fleurs séchées, qui sont très légères, étaient liées avec de la ficelle de Phormium pour faire des radeaux fluviaux appelés mokihi.

## Galerie

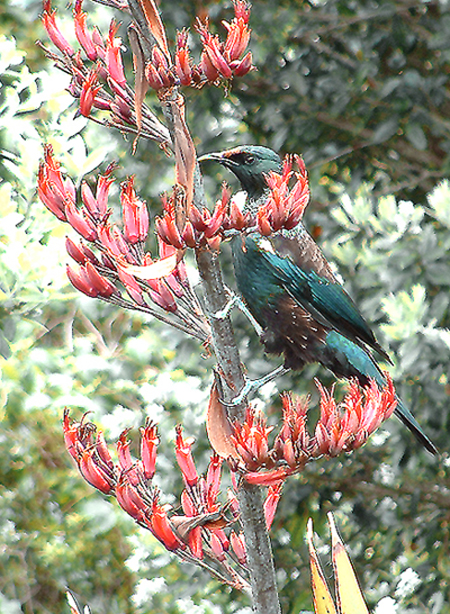
Fleurs de Phormium tenax avec un Tui cravate-frisée
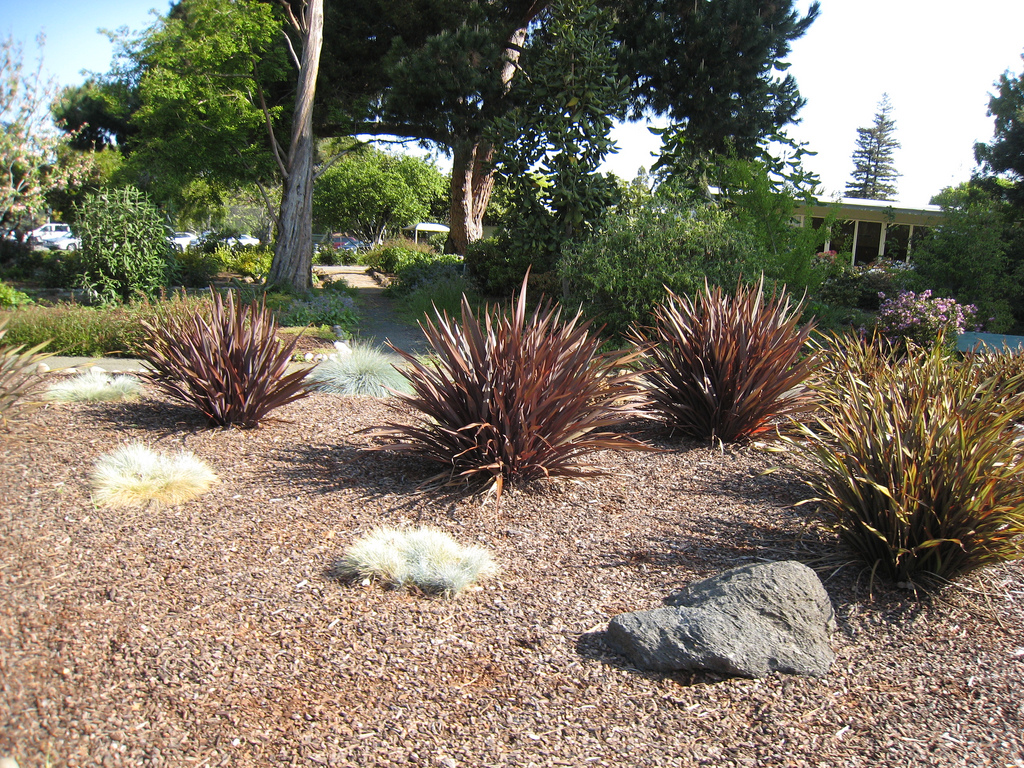
Phormium tenax décoratifs